# روبرت ريد (كرة سلة)
روبرت ريد (بالإنجليزية: Robert Reid)‏ مواليد 30 أغسطس 1955 في أتلانتا، هو مدرب كرة سلة أمريكي ولاعب سابق. بدأ مسيرته الاحترافية في سنة 1977. تم اختياره من قبل فريق هيوستن روكتس خلال الدرافت. بلغ طوله 6 قدم 8 بوصة (2.0 م). اعتزل اللعب في 1992. أحرز خلال مسيرته في الإن بي إيه 10448 نقطة بمعدل 11.4 نقطة في المباراة الواحدة.

## روابط خارجية
- روبرت ريد على موقع إن بي أي (الإنجليزية)
- روبرت ريد على موقع سبورتس رفرنس (الإنجليزية)
- روبرت ريد على موقع كلية كرة السلة في سبورتس رفرنس.كوم (الإنجليزية)
- روبرت ريد على موقع ريلجم (الإنجليزية)
- روبرت ريد على موقع بروبوليرز (الإنجليزية)